# Symbian
Symbian foi um sistema operativo móvel (português europeu) ou  sistema operacional móvel (português brasileiro) (em inglês:  Operating System - OS) e plataforma de computação para smartphones, originalmente desenvolvido como um código-fonte fechado OS para PDAs em 1998 pela Symbian Corporation. Symbian era executado exclusivamente em processadores ARM, embora existia uma porta inédita para processadores x86. Symbian foi usado por muitas marcas principais de telefone móvel, como Samsung, Motorola, Sony Ericsson e acima de tudo pela Nokia. Também foi predominante no Japão por marcas incluindo Fujitsu, Sharp e Mitsubishi. Foi um dos sistemas pioneiros que estabeleceu a indústria de smartphones, foi o mais popular sistema operacional para smartphones em todo o mundo até o final de 2010, quando foi ultrapassado pelo Android.
Symbian OS era essencialmente um sistema escudo sendo necessário uma interface gráfica de usuário para formar um sistema operacional completo, deste modo foram desenvolvidas três interfaces gráficas sendo a principal a S60 (anteriormente Series 60) construída pela Nokia, lançada em 2002 para alimentar a maioria dos smartphones da fabricante, seguida pela interface gráfica UIQ que era geralmente usada pela Motorola e Sony Ericsson, e a interface gráfica MOAP(S) que foi criada pela operadora NTT DoCoMo, usada no Japão. Os aplicativos desenvolvidos para uma interface na maioria das vezes não eram compatíveis com outra, mesmo sendo construídos sob código do sistema Symbian. 
Em 2004 a Nokia passa a ser a acionista majoritária da Symbian Ltd, depois em 2008 passa ser a proprietária, onde é criado a Fundação Symbian, visando unificar a plataforma a interface S60 passa ser a interface principal em todo o ocidente parando com o desenvolvimento da interface UI e UIQ, no mercado japonês MOAP continua. Com este resultado em 2009 foi desenvolvido a versão Symbian ^ 1 (atualização S60 5th Edition) e no mercado japonês a versão Symbian^2 (baseado em MOAP) que foi usada pela operadora NTT DoCoMo, um dos membros da Fundação Symbian.
Em 2010 a Fundação Symbian é desmembrada, e Nokia passa a ter o controle total do sistema, exceto no Japão. Neste mesmo ano a Nokia anuncia o lançamento de uma nova versão do sistema Symbian^3, sendo o primeiro smartphone a ser atualizado o Nokia N8. Rumores indicam o desenvolvimento de uma nova outra para o inicio de 2011, Symbian^4 mas no início de 2011 a Nokia anuncia uma grande parceria com a Microsoft e decide que vai passar a usar o sistema Windows Phone 7 como sua plataforma principal para futuros smartphones, enquanto o Symbian passa a ser secundário, dois meses mais tarde, a Nokia muda o sistema operacional Symbian novamente para código fechado, continuando apenas com o apoio nas versões do sistema no Japão, mais tarde terceirizando o desenvolvimento do Symbian para a Accenture.
Embora foi prometido suporte até 2016, incluindo duas grandes atualizações planejadas, Symbian Carla para final de 2012 e Symbian Donna que suportaria equipamentos com processadores de núcleo duplo, até 2012 a maioria do desenvolvimento tinha sido abandonado e a maioria dos desenvolvedores de Symbian já tinham deixado a Accenture, com isto as grandes atualizações foram menores Symbian Anna foi seguida por Nokia Belle (anteriormente Symbian Belle) lançada em agosto de 2011, o desenvolvimento para Symbian Carla foi todo fatiado e teve seu principal desenvolvimento descontinuado vários recursos foram migrados para pequenas atualizações futuras, sendo Nokia Belle Refresh, Nokia Belle Feature Pack 1 e Nokia Belle Feature Pack 2. Sem lançamentos de novos dispositivos Symbian Donna também foi descontinuado.
No dia 24 de janeiro de 2013 a Nokia anuncia que não vai mais fabricar dispositivos com Symbian, sendo Nokia 808 Pureview o último, a NTT DoCoMo continuou lançando dispositivos de OPP (S) (nova interface gráfica sucessora de MOAP) no Japão em 2014. No final de 2015, todo o suporte para o Symbian no ocidente foi oficialmente encerrado pela Microsoft.

## História
A plataforma Symbian foi criada através da fusão e integração de ativos de software da Nokia, NTT DoCoMo, Sony Ericsson e Symbian Ltd., incluindo ativos da Symbian OS em seu núcleo, o S60 plataforma e partes dos UIQ e MOAP (S) interfaces de usuário.
Em dezembro de 2008, a Nokia comprou a Symbian Ltd., empresa por trás do Symbian OS, consequentemente, a Nokia se tornou o principal contribuinte para o código do Symbian, uma vez que então possuía os recursos de desenvolvimento, tanto para o núcleo do OS Symbian como a interface do usuário. Desde então, a Nokia tem vindo a manter seu repositório de código próprio para o desenvolvimento da plataforma, regularmente lançando seu desenvolvimento para o repositório público. Symbian foi destinado a ser desenvolvido por uma comunidade liderada pela Fundação Symbian, que foi anunciado pela primente, em vez disso grande parte da fonte foi publicada sob uma forma mais restritiva Symbian Foundation License (SFL) e acesso ao pleno fonte código foi limitado às empresas associadas só, embora a adesão estivesse aberta para qualquer organização.
Em novembro de 2010, a Symbian Foundation anunciou que, devido à falta de apoio dos membros de financiamento, que seria a transição para uma organização apenas de licenciamento, a Nokia anunciou que iria assumir a gestão da plataforma Symbian. Symbian Foundation continuará a ser o titular da marca e licenciamento entidade e terá apenas administradores não executivos envolvidos.
Em 11 de fevereiro de 2011, a Nokia anunciou uma parceria com a Microsoft que iria vê-lo adotar o Windows Phone 7 para smartphones, reduzindo o número de dispositivos que executam o Symbian nos próximos dois anos. 
Em 22 de junho de 2011 a Nokia fez um acordo com a Accenture para um programa de terceirização. Accenture irá fornecer Symbian o desenvolvimento do software e serviços de apoio para a Nokia até 2016, cerca de 2.800 funcionários da Nokia tornaram-se funcionários da Accenture em outubro de 2011. A transferência foi concluída em 30 de setembro de 2011.
Em 24 de Janeiro de 2013 a Nokia decide que não mais produzirá novos smartphones com o sistema Symbian, sendo o último o Nokia 808 Pureview, mesmo com essa decisão a Nokia irá dar suporte aos smartphones com o sistema como Nokia 701 e o Nokia 808 Pureview  com pequenas atualizações pelo até Dezembro de 2015, vários modelos da Nokia com Symbian ainda eram vendidos no pais, na época.

## EPOC
EPOC foi uma família de sistemas operacionais desenvolvido pela Psion no final de 1980 e início de 1990 para dispositivos portáteis, principalmente PDAs, primeiramente presente em Psion "SIBO" dispositivos de 16-bit, foi constituído por dois sistemas operacionais Epoc16(para dispositivos de 16bits) e Epoc32(para dispositivos de 32bits), em 1998 foi substituído por Symbian.

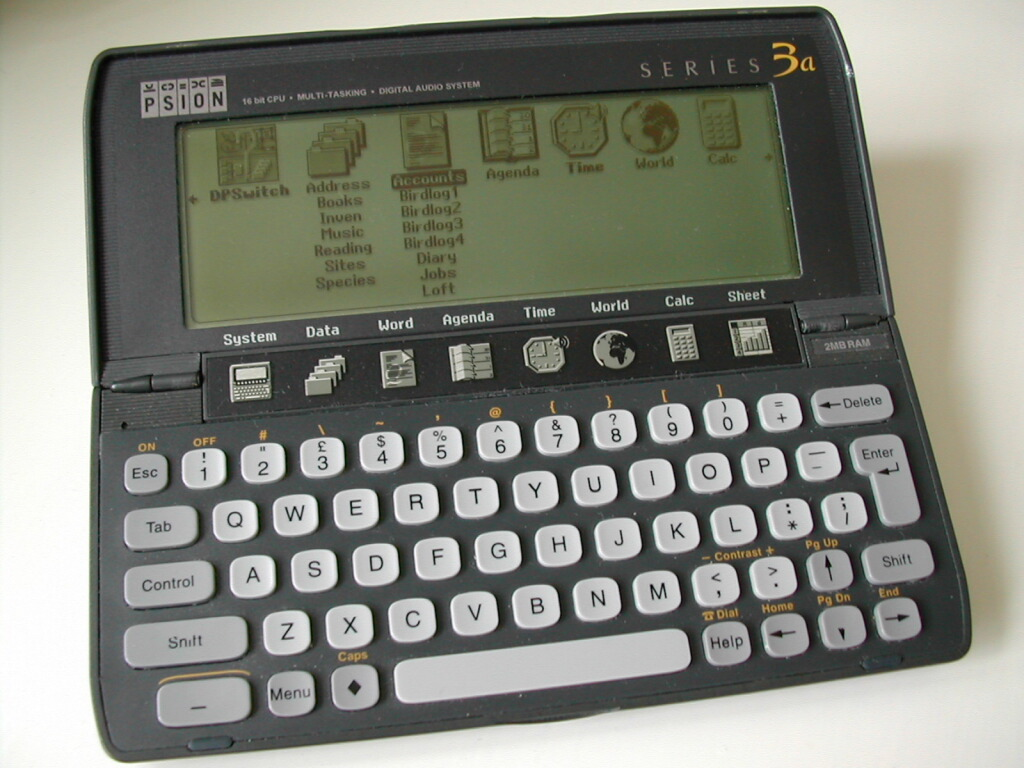
Psion Séries 3a executando Epoc16.

### Epoc16

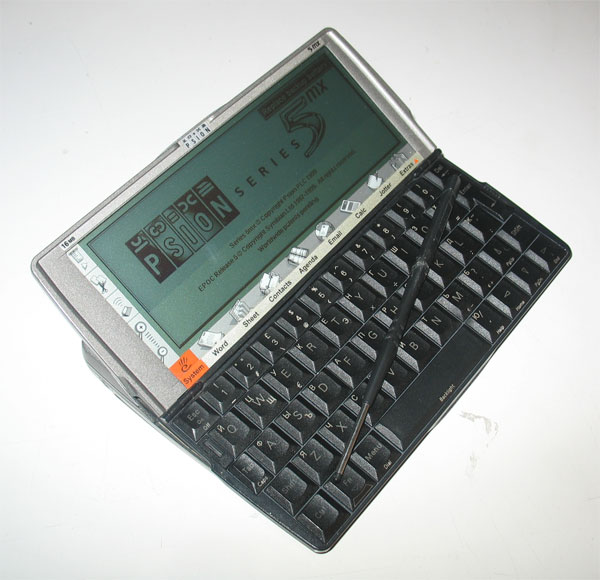
Psion Séries 5 executando Epoc32

EPOC16, originalmente chamado simplesmente de EPOC, foi a primeira versão do sistema de mesmo nome lançado para Pison "SIBO" dispositivos de 16bits, todos os dispositivos EPOC16 apresentaram um processador 8086 com arquitetura de 16-bit, apoiavam uma linguagem de programação simples chamada linguagem de programação aperta OPL (em inglês Open Programming Language) e um ambiente de desenvolvimento integrado (IDE) chamado OVAL. Dispositivos SIBO incluíram os modelos : MC200, MC400, Psion Séries 3, Siena, e Workabout. O MC400 e MC200, foram os primeiros dispositivos EPOC16, expedidos em 1989. EPOC16 apresentava principalmente 1-bit por pixel, uma interface gráfica e o hardware para o qual ele foi projetado não tinha um ponteiro de entrada.
No final dos anos 90, o sistema operacional foi referido como EPOC16, para distingui-lo do então novo EPOC32.

### Epoc32 (versões 1 a 5)
A primeira versão do EPOC32, apareceu no PDA Psion Series 5 ROM v1.0 em 1997. Mais tarde, apresentou ROM v1.1 na Versão 3 (a Versão 2 nunca foi lançada ao público). Estes foram seguidos pela Psion Series 5mx, Revo / Revo plus e Psion Series 7 / netBook e netPad (que caracterizou o lançamento de toda versão 5).
O sistema operacional EPOC32, neste momento chamado simplesmente de EPOC 'novo", mais tarde seria renomeado Symbian OS. Aumentando a confusão com os nomes, antes da mudança para Symbian, EPOC16 foi muitas vezes referido como SIBO ('SIBO' era de fato a plataforma de hardware anterior para EPOC16) para distingui-lo do "novo" EPOC(EPOC32). Apesar da semelhança dos nomes, EPOC32 e EPOC16 eram sistemas operacionais completamente diferentes, EPOC32 era escrito em C+ + a partir de uma base de um novo código, com início de desenvolvimento durante os meados de 1990. O sistema era dividido em duas partes: um kernel, e uma interface gráfica GUI (que levava o nome do Eikon), que foi dirigido para trabalhar tanto com teclado e tela sensível ao toque.
EPOC32 foi um sistema operacional de usuário único com proteção de memória, que incentiva o desenvolvedor de aplicativos para separar seu programa em um motor e uma interface de multitarefa perceptiva. A Psion linha de PDAs vêm com uma interface gráfica do usuário chamada EIKON, que é feita sob medida para dispositivos portáteis com um teclado (olhando assim, talvez mais semelhante ao desktop GUIs). No entanto, uma das características do EPOC é a facilidade com que novas interfaces gráficas podem ser desenvolvidas com base em um conjunto de classes GUI, um recurso que foi amplamente explorado da Ericsson R380 e em diante. Epoc32 foi originalmente desenvolvido para a família ARM de processadores, incluindo o ARM7 e ARM9 e StrongARM e Intel XScale, mas pode ser compilado para dispositivos alvo usando vários tipos de outros processadores.
Durante o desenvolvimento do epoc32, Psion planejava licenciar o sistema para fabricantes de dispositivos de terceiros, e desmembrar sua divisão de software criando a Psion Software. Um dos primeiros licenciados foi de curta duração da Geofox, que interrompeu a produção com menos de 1.000 unidades vendidas. Ericsson comercializou um Psion Series 5mx conhecido como MC218, e mais tarde laçou a versão do sistema 5.1 baseada em smartphones, com R380. Oregon Scientific também lançou um dispositivo EPOC32, o Osaris (notável como o único dispositivo EPOC para a versão 4).
O trabalho começou na versão 32-bit no final de 1994. A Série 5 de dispositivos, lançado em junho de 1997, usou as primeiras interações do OS epoc32, de codinome "Protea", e "Eikon" interface gráfica do usuário. A Psion Series 5mx, Psion Series 7, Psion Revo, Diamante Mako, e o netBook Psion e Ericsson MC218 foram lançados em 1999, usando ER5. O primeiro telefone usando ER5u, o R380 Ericsson foi lançado em Novembro de 2000. Não era um telefone 'open' (software não podia ser instalado). Notavelmente, uma série de protótipos Psion nunca lançadas para PDAs de última geração, incluindo um sucessor Revo Bluetooth codinome "Conan" estavam usando ER5u.
Em junho de 1998, Psion Software tornou-se a Symbian Ltd., uma importante joint-venture entre a Psion e as fabricantes Nokia, Motorola e Ericsson. A partir da versão 6, EPOC tornou-se conhecido simplesmente como Symbian OS.

## Symbian^1
Symbian^1 foi a primeira versão oficial do sistema Symbian lançada em 1998 essa versão do sistema operacional é marcada pela criação das interfaces gráficas Séries 60 e UIQ, construída pela Nokia e Sony Ericsson. Symbian^1 esteve presente nas versões 6.0 até 9.5 na versão 9.5 foi substituída por Symbian^3, no ocidente, no Japão por Symbian^2. 

#### Symbian^1 6.0 e 6.1

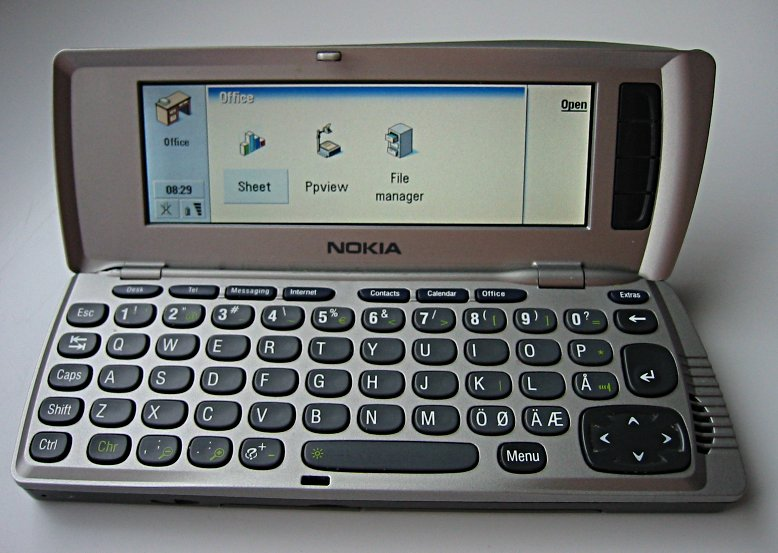
Nokia 9210 Communicator de 2001, primeiro dispositivo a utlilizar o sistem Symbian.

O sistema operacional Epoc32 foi rebatizado Symbian OS e foi concebido como a base para uma nova gama de smartphones. Este lançamento é às vezes chamado ER6. Psion deu 130 funcionários para a nova empresa e manteve uma participação de 31% no spin-off.
O primeiro telefone 'aberto' Symbian OS, o Nokia 9210 Communicator, foi lançado em Junho de 2001, foi adicionado suporte a Bluetooth. Quase 500.000 telefones Symbian foram vendidos em 2001, subindo para 2,1 milhões no ano seguinte.
Desenvolvimento de interfaces de usuário diferentes foi feita genérico com uma "estratégia de design de referência" para qualquer um 'smartphone' ou 'comunicador' dispositivos, subdivididas em teclado ou tablet baseados em projetos. Duas interfaces de usuário de referência (DFRDs ou Designs dispositivo de referência da família) foram enviadas - Quartzo e Cristal. O primeiro foi fundida com projeto da Ericsson 'Ronneby' e se tornou a base para o UIQ interface; este último chegou ao mercado como o Nokia Series 80 UI.
Mais tarde foram DFRDs Sapphire, Ruby e Emerald. Apenas Safira chegou ao mercado, evoluindo para a DFRD Pearl e, finalmente, o Nokia Series 60 UI, um teclado baseado UI "quadrado" para os primeiros smartphones verdadeiros. O primeiro deles foi o Nokia 7650 smartphone (com Symbian OS 6.1), que foi também o primeiro com um built-in (0,3 Mpx = 640 × 480), câmera, com resolução VGA. Outros notáveis dispositivos Symbian S60 6.1 são o Nokia 3650, o curta Sendo X e Siemens SX1 - o primeiro e o último Symbian telefone da Siemens.
Apesar destes esforços para ser genérico, a interface do usuário foi claramente dividido entre empresas concorrentes: Crystal ou Sapphire foi Nokia, Ericsson foi Quartz. DFRD foi abandonada pela Symbian no final de 2002, como parte de uma retirada ativa de desenvolvimento da interface do usuário em favor do parto 'sem cabeça'. Pearl foi dado a Nokia, o desenvolvimento de quartzo foi girado fora como UIQ Technology AB, e trabalhar com empresas japonesas foi rapidamente incorporado à MOAP padrão (Symbian^2).

#### Symbian^1 7.0 e 7.0s

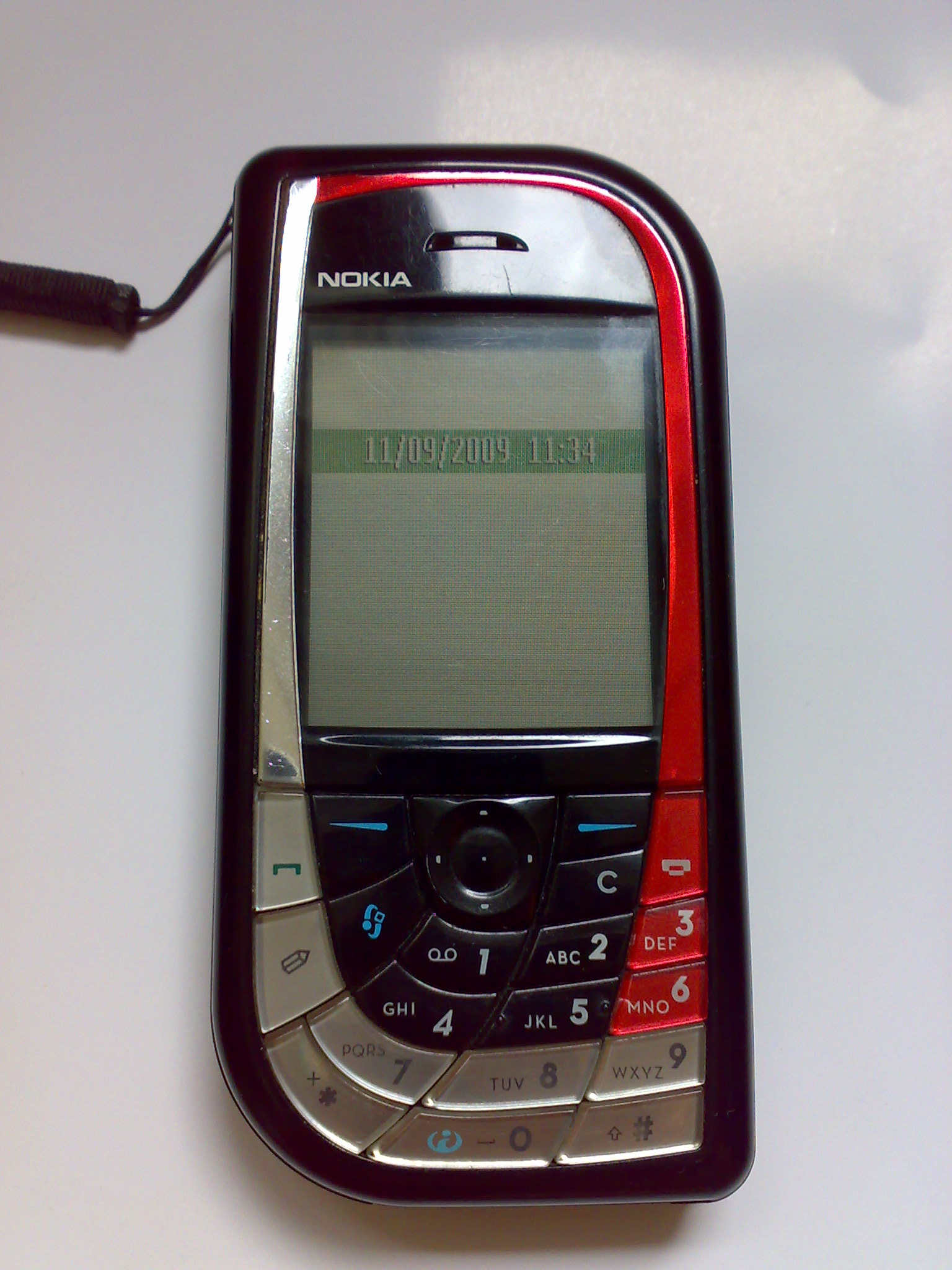
Nokia 7620 com Symbian^1 7.0.

Esta é uma versão Symbian importante que apareceu com todas as interfaces de usuário contemporâneos, incluindo UIQ (Sony Ericsson P800, P900, P910, Motorola A925, A1000), Series 80 (Nokia 9300, 9500), Series 90 (Nokia 7710), Series 60 (Nokia 3230, 6260, 6600, 6670, 7610), bem como vários telefones FOMA no Japão e Siemens SX1 (câmera VGA, MMC, Bluetooth, Infraport, rádio) - o primeiro e o último telefone symbian da Siemens. Ele também acrescentou BORDA apoio e IPv6. Suporte a Java foi alterada de pJava e JavaPhone para uma baseada no Java ME padrão.
Um milhão de telefones Symbian foram vendidos no 1 º trimestre de 2003, com o aumento da taxa de um milhão por mês até o final de 2003.
Symbian OS 7.0s foi uma versão de 7.0 especiais adaptados para ter maior compatibilidade com versões anteriores com o Symbian OS 6.x, em parte para a compatibilidade entre o Communicator 9500 e seu antecessor, o Communicator 9210.
Em 2004, a Psion vendeu sua participação na Symbian. No mesmo ano, o primeiro virus para telefones celulares Symbian OS, Cabir, foi desenvolvido, utilizava Bluetooth para se espalhar para telefones próximos.

#### Symbian^1 8.0 e 8.2

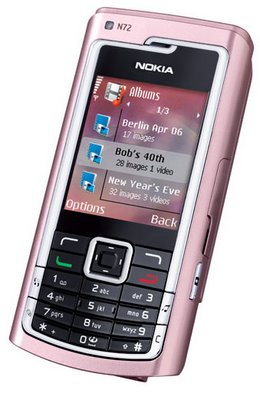
Nokia N72.

A versão Symbian^1 8.0 foi criada em 2004, uma de suas vantagens teria sido uma escolha de dois núcleos diferentes (EKA1 ou EKA2). No entanto, a versão do kernel EKA2 não foi atualizada para até Symbian OS 8.1b.EKA1 foi escolhido por alguns fabricantes para manter a compatibilidade com drivers antigos, enquanto EKA2 era um kernel de tempo real.
Também foram incluídas novas APIs para suportar CDMA, 3G, duas vias de dados de streaming, DVB-H, e OpenGL ES com gráficos vetoriais e de acesso direto da tela. Symbian^1 8.1 uma versão melhorada de 8.0, esta disponível em versões 8.1a e 8.1b, com EKA1 e EKA2 kernels respectivamente. A versão 8.1b, com o apoio EKA2 de telefone de um único chip, mas nenhuma camada adicional de segurança, era popular entre as empresas de telefonia japonesas desejando o suporte em tempo real, mas não permite a instalação de aplicativos abertos. O primeiro e talvez o smartphone mais famoso com Symbian OS 8.1 a foi Nokia N90 lançado em 2005.

#### Symbian^1 9.0 a 9.1
Symbian^1 9.0 foi utilizado para fins internos Symbian apenas. Foi descontinuado em 2004. 9.0 marcou o fim da estrada para EKA1. 8.1a é a versão final do EKA1 pa o sistema Symbian OS. Symbian OS geralmente tem mantido razoável compatibilidade de código binário. Em teoria, o sistema operacional era BC de ER1-ER5, em seguida, de 6,0 a 8.1b. Mudanças substanciais eram necessários para 9,0, relacionado com ferramentas e segurança, mas este deve ser um evento único. O movimento de exigir ARMv4 de exigir ARMv5 não quebrar compatibilidade.
Symbian^1 9.1 lançado no início de 2005 inclui vários novos recursos de segurança relacionadas, incluindo módulo de plataforma de segurança de facilitar a assinatura de código obrigatório. O novo ARM EABI modelo binário significa que os desenvolvedores precisam reequipar e as alterações de segurança significa que eles podem ter que recodificar. As plataforma S60 3rd Edition tem Symbian1 9.1, os smartphones da Sony Ericsson M600 e P990 também são baseados em Symbian^1 9.1. As versões anteriores tinham um defeito em que o telefone bloquear temporariamente após o proprietário enviado um grande número de SMS. No entanto, em 13 de setembro de 2006, a Nokia lançou um pequeno programa para corrigir esse defeito. O suporte para Bluetooth 2.0 foi também adicionado.
Symbian 9.1 introduziu capacidades e uma Security Platform framework. Para acessar APIs, os desenvolvedores têm para assinar seu aplicativo com uma assinatura digital. Por exemplo, a escrita de arquivos é uma capacidade do usuário possa ser concedido enquanto o acesso a drivers de dispositivos multimídia requerem aprovação fabricante do telefone. A TC TrustCenter ACS Editor certificado de ID é exigido pelo desenvolvedor para aplicações de assinatura.

#### Symbian^1 9.2, 9.3 e 9.4

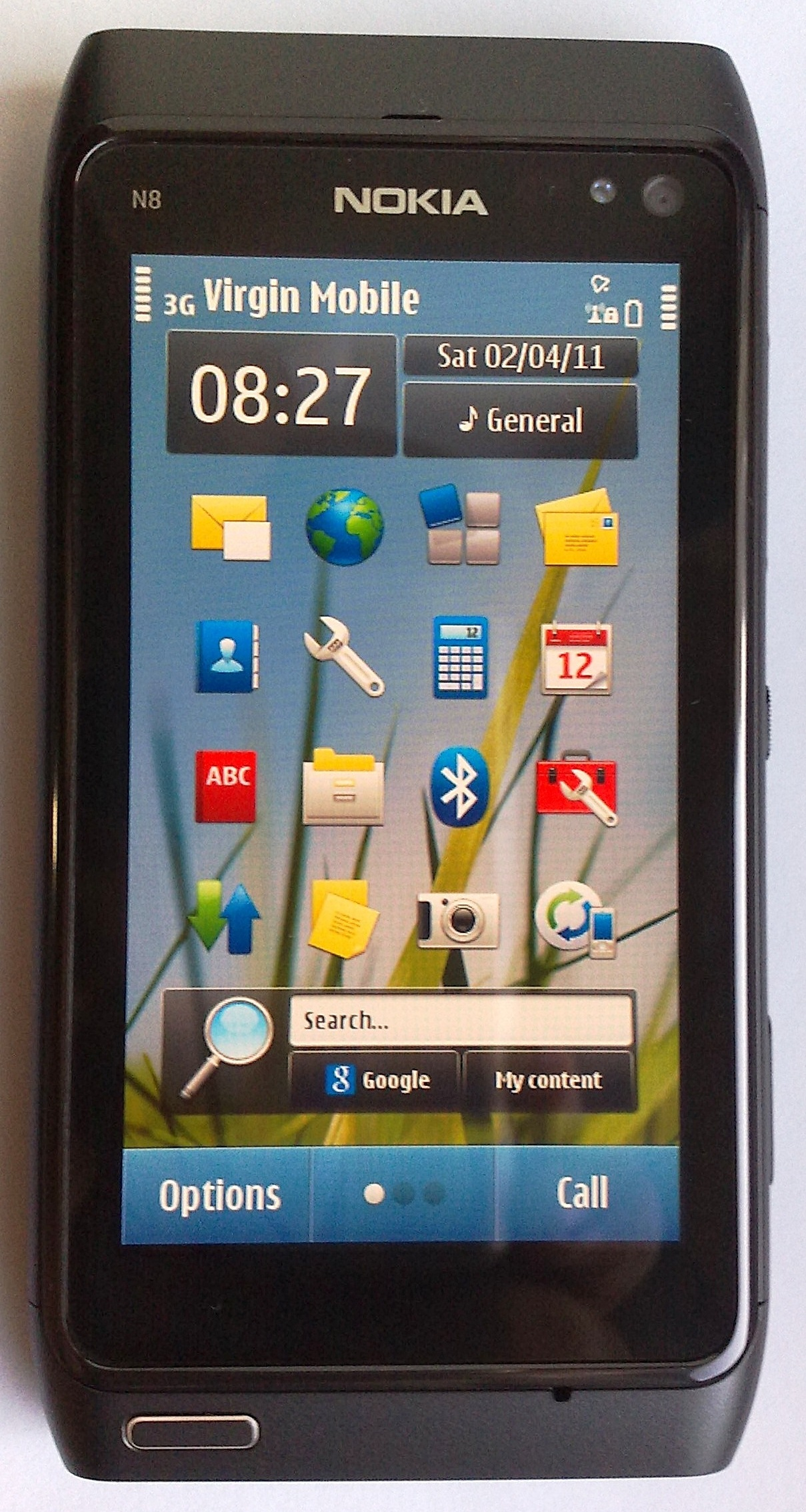
Nokia N8 executando a última atualização de Symbian^1 a 9.4 (S60 5ª Edição)

Lançado primeiro trimestre de 2006. a versão 9.2 possui suporte para dispositivo OMA Gestão 1.2 (era 1.1.2). Suporte ao idioma vietnamita. S60 3 ª edição Feature Pack 1 telefones têm Symbian OS 9.2. Telefones Nokia com Symbian OS 9.2 OS incluem o Nokia E71, Nokia E90, Nokia N95, Nokia N82, Nokia N81 e Nokia 5700.
Symbian^1 9.3 lançado em 12 de julho de 2006. Os melhoramentos incluem gerenciamento de memória melhorou e suporte nativo para Wi-Fi 802,11, HSDPA. O Nokia E72, Nokia 5730 XpressMusic, Nokia N79, Nokia N96, Nokia E52, Nokia E75, Nokia 5320 XpressMusic, Sony Ericsson P1 e outros apresentam Symbian OS 9.3.
Symbian^1 9.4 anunciado em março de 2007. Fornece o conceito de paginação por demanda, que está disponível a partir v9.3 em diante. As aplicações são até 75% mais rápidas do que em versões anteriores. Além disso, o SQL suporte é fornecido pelo SQLite. Usado como base para Symbian ^ 1, a primeira plataforma Symbian lançada. A libertação é também mais conhecida como S60 5 ª edição, uma vez que é a interface para o sistema operativo incorporado.

## Symbian^2
Symbian^2 é uma versão do sitema operacional Symbian lançada apenas no Japão no início de 2010 usa a interface gráfica MOAP e foi desenvolvida junto com a marca de smartphones FOMA da NTT DoCoMo e outros fabricantes japoneses como a a Fujitsu e a Sharp. A plataforma, efetivamente, é uma variante especializada para o mercado japonês. O F-07B (Fujitsu) foi colocado à venda em 21 de maio, possui uma tela de dupla orientação (gira de retrato para paisagem) e uma câmera de 12 megapixels. O SH-07B (Sharp) foi colocado à venda uma semana depois, ele possui uma câmera de 12 megapixels com gravação de vídeo full HD e é parcialmente impermeável.
Outra interface foi criada através da MOAP a OPP que pode ser considerada uma interface de adição a MOAP uma inclusão de vários serviços novos, para modelos de telefones como o SH-07B da FOMA, dispositivos da interface OPP são denominados Symbian OS+OPP. Outros fabricantes Symbian, como a Nokia, Samsung e Sony Ericsson, decidiram não fabricar Symbian ^ 2 e, em vez disso vão direto do Symbian ^ 1 para o Symbian ^ 3.

## Symbian^3
Symbian ^ 3 foi a ultima versão do sistema operacional Symbian, foi lançado oficialmente no 4 º trimestre de 2010, utilizado pela primeira vez no Nokia N8 e é uma melhoria em relação à edição anterior S60 5 (Symbian^1) apresenta menus simples, toque na interface do usuário, bem como novo Symbian kernel do sistema operacional com o hardware de aceleração de gráficos.
A primeira atualização foi denominada Symbian Anna, depois Symbian Belle quando a Nokia decidi extinguir o nome Symbian para denominar apenas Nokia Belle. As ultimas atualizações de Symbian^3 foram Nokia Belle Refresh (para dispositivos Symbian^3 com processadores de 680MHz e Nokia 500) e Nokia Belle Feature Pack 2 (Para dispositivos com processadores de 1,3Ghz) sendo ambas versões partes de recursos que viriam para Symbian Carla que foi descontinuada. Essa versão do sistema foi a primeira a ser implantada apenas pela Nokia e marca a migração da Nokia para o sistema da Microsoft o Windows Phone 7 deixando o Symbian como sistema intermediário da empresa.

### Symbian Anna
Symbian Anna foi uma atualização do sistema operacional móvel Symbian^3, lançado pela Nokia em 2011. Ela apresentava uma série de melhorias em relação à versão anterior, incluindo uma nova interface de usuário atualizada, teclado virtual aprimorado, melhorias de desempenho, integração do Microsoft Office e um novo navegador de internet.
Entre as principais mudanças da interface do usuário estava a introdução de ícones de aplicativos mais claros e brilhantes, uma nova tela inicial com widgets personalizáveis e uma barra de status melhorada. O teclado virtual também foi aprimorado para permitir uma digitação mais rápida e precisa.
O navegador web padrão do Symbian Anna também foi aprimorado, com melhorias na navegação na web e suporte a HTML5. Além disso, a atualização incluiu aplicativos adicionais, como Nokia Maps e um leitor de PDF.

### Symbian Belle
Symbian Belle ou Nokia Belle foi a última atualização oficial do sistema Symbian, lançado oficialmente nos smartphones Nokia 600, 603, 700 e 701 e como nas atualizações para os Symbian Anna já existentes, após a primeira versão foi lançada ramificações distintas para dois tipos de aparelhos, para Symbian ^3 versão anteriores de Symbian Anna, já atualizados Symbian Belle foi lançado um update denominado Nokia Belle Refresh lançada dia 28 de Agosto de 2012, para Symbian Belle oficiais foi lançado dois updates um Nokia Belle FP1 lançado 1º de março de 2012 (nativamente Nokia 808 Pureview vem de com Nokia Belle FP1) e em seguida Nokia Belle FP2 em Outubro.
Symbian Belle pode ser considerado uma repaginação do sistema nunca antes vista foram adicionados uma barra de status / notificação pull-down (semelhante a existente no sistema Android e no iOS), o sistema adicionou novos widgets agora livres como o leitor de e-mail, relógio, música, contatos favoritos e o calendário que foram redesenhados e agora vêm em cinco tamanhos diferentes eles também podem ser redimensionados e reorganizados para criar um conjunto de telas totalmente personalizada, seis telas iniciais em vez dos três anteriores, uma nova suíte de aplicativos de negócios poderosos da Microsoft que inclui (IM para empresas, como Microsoft Communicator), SharePoint, OneNote, Exchange Activesync e Broadcaster PowerPoint.
Com Symbian Belle, Near-Field Communications (NFC) está integrado no sistema operacional, assim você pode compartilhar fotos, conectar-se com acessórios e realizar check-in com apenas um toque (apenas o Nokia C7 e Oro da família Symbian Anna possui Nfc incorporado, somente a nova linha de smartphones Symbian Belle já vem com Nfc).

## Interface gráfica
Symbian tem tido um conjunto de ferramentas gráficas nativo desde a sua criação, conhecido como AVKON (anteriormente conhecido como Series 60). S60 foi concebido para ser manipulado por um interface de teclado metáfora-like, tais como o teclado do telefone ~ 15-chave aumentada, ou os teclados mini-QWERTY. AVKON baseada em software é binário-compatível com as versões Symbian até e incluindo Symbian ^ 3.
Symbian ^ 3 inclui o framework Qt, que é agora o kit de ferramentas de interface de usuário recomendada para novas aplicações. Qt também pode ser instalado em dispositivos mais antigos Symbian. Outras interfaces também fizeram ou fazem parte do sistema as mais importantes foram Séries 60(S60) usada atualmente desde Symbian^1, UIQ utilizada em Symbian^1 principalmente em smartphones da Sony Ericsson, a interface MOAP e a interface de adição OPP ambas últimas utilizadas apenas no Japão na versão Symbian^2

### Séries 60 ou S60(AVKON)
A plataforma S60 (ex-Series 60) é uma plataforma de software para telefones celulares que rodam na plataforma Symbian OS. Foi criado pela Nokia, que fez a fonte de plataforma aberta e contribuiu para a Symbian Foundation. S60 tem sido utilizado por fabricantes de dispositivos móveis, incluindo Lenovo, LG, Panasonic, Samsung, Sendo, e Siemens. Sony co-criou o software com a Nokia.
A interface de usuário do S60 foi projetada para ser intuitiva e fácil de usar, com recursos como atalhos de teclado e um menu de aplicativos personalizável. O S60 também apresentava uma ampla variedade de recursos avançados, incluindo suporte para multitarefa, reconhecimento de escrita manual e uma ampla variedade de aplicativos de terceiros.
Ao longo dos anos, a Nokia lançou várias versões do S60, cada uma com novos recursos e melhorias de desempenho. As últimas versões do S60 apresentavam uma interface de usuário atualizada, que incluía ícones maiores e uma barra de notificações, além de suporte para tela sensível ao toque.
S60 é constituído por um conjunto de bibliotecas e aplicações standard, tais como telefonia, Personal Information Manager (PIM), e Helix baseadas em multimídia play. Destina-se ao poder com todos os recursos modernos telefones com telas coloridas grandes, que são comumente conhecidos como smartphones.
O software S60 é um padrão de vários fornecedores para smartphones que suportam o desenvolvimento de aplicativos em Java MIDP, C + + , Python e Adobe Flash. Originalmente, a característica mais marcante dos telefones S60 foi que permitiu que os usuários instalar novas aplicações após a compra. Ao contrário de uma plataforma de desktop padrão, no entanto, as aplicações internas raramente são atualizados pelo fornecedor além de correções de bugs. Os novos recursos só são adicionados aos telefones enquanto eles estão sendo desenvolvidos, em vez de depois do lançamento público. Certos botões são padronizados, tal como uma tecla de menu, um joystick forma quatro ou d-almofada, esquerdo e direito teclas de função e uma chave claro.

### UIQ
UIQ (User Interface Quartz) foi uma interface de usuário para smartphones baseados no sistema operacional Symbian. Foi desenvolvida pela empresa sueca UIQ Technology e licenciada para fabricantes de dispositivos móveis, como a Sony Ericsson e a Motorola.
A interface de usuário do UIQ apresentava uma série de recursos avançados, incluindo reconhecimento de escrita manual, multitarefa, suporte para tela sensível ao toque e uma ampla variedade de aplicativos de terceiros. A interface também foi projetada para oferecer uma experiência de usuário intuitiva e fácil de usar.
No entanto, o UIQ enfrentou vários desafios durante sua vida útil. Um dos principais desafios foi a concorrência com outras interfaces de usuário populares, como a interface do usuário da Nokia e a interface do usuário da Microsoft. Além disso, o Symbian foi eventualmente superado por outros sistemas operacionais móveis, como o iOS e o Android.
A UIQ Technology eventualmente entrou em falência em 2009, e o desenvolvimento do UIQ foi interrompido. Embora a interface de usuário já não esteja em uso, ela foi uma parte importante da história dos smartphones e ajudou a moldar a evolução das interfaces de usuário em dispositivos móveis.

#### Resumo de características
Nativos aplicativos podem ser escritos em C + + usando o Symbian / UIQ SDK. Todos os telefones baseados em UIQ (2.xe 3.x) também suportam Java aplicações. Telefones com a interface UIQ empregam telas sensíveis ao toque com resolução de 208 × 320 pixels (UIQ 1.x & 2.x), 240 × 320 e 320x640(UIQ 3.x). Dependendo do telefone, a profundidade de cor é 12-bit (4096 cores), 16 bits (65536 cores), 18-bit (262144 cores), e 24 bits (16.777.216 cores) em alguns telefones mais novos.

### MOAP
MOAP (Mobile Oriented Applications Platform) é umas das interfaces gráficas do sistema operacional móvel Symbian, licenciada pela operadora de telecomunicações japonesa NTT DoCoMo, está presente na versão Symbiam^2. Ao contrário de outras interfaces do Symbian MOAP (S) não é uma interface aberta, uma vez que a interface de usuário é fechada, não é possível fazer desenvolvimento de software de terceiros e de aplicações nativas, como as da S60 ao contrário UIQ que permite aplicações da interface principal.